# إنميسارا
إنميسارا أو إنميشارا هو أحد آلهة العالم السفلي والقانون والشمس في الميثولوجيا البابلية وهو أيضاً إله القطعان والإنبات وهو رسول الإله نيرغال. ذكر أيضاً أنه ابن إنليل وأنه قام بقتله ليرسل إلى العالم السفلي ويصبح رسول الإله نيرغال.